# Micropodia pteridina
Micropodia pteridina är en svampart som först beskrevs av William Nylander och fick sitt nu gällande namn av Jean Louis Emile Boudier 1907. 
Micropodia pteridina ingår i släktet Micropodia och familjen Helotiaceae.  Arten är reproducerande i Sverige. Inga underarter finns listade i Catalogue of Life.